# Fosco Maraini
Fosco Maraini ([ˈfosko maˈraini]; Florence, 15 november 1912 – Florence, 8 juni 2004) was een Italiaans antropoloog en etnoloog op het gebied van Japanologie en Tibetologie. Verder was hij schrijver, fotograaf en bergbeklimmer.

## Japanse jaren (1938-45, 1953-54, 1966-68)
In 1938 vertrok hij naar Japan, waar hij assistent professor was in Hokkaido van 1938 tot 1941 en daarna tot 1943 lector Italiaans in Kioto. Voor hem was deze tijd leerzamer dan dat mogelijk voor zijn studenten was, zoals hij dat zelf beschreef. Twee van zijn drie dochters werden geboren in Japan.
Nadat Italië een wapenstilstand sloot met de geallieerden in de Tweede Wereldoorlog, eisten de Japanse autoriteiten dat hij een acte van trouw ondertekende aan de Republiek van Salò, een marionettenrepubliek van Benito Mussolini. Hij weigerde dit en werd twee jaar gevangengezet in het interneringskamp van Nagoya. De familie Maraini keerde terug naar Italië nadat de Amerikanen Japan bezetten. Zijn dochter Dacia Maraini schreef verschillende autobiografische boeken over deze periode.
Als fotograaf werd Maraini vooral bekend vanwege zijn werk in Japan, voornamelijk van de twee verdwenen culturen Aino en het volk op het eiland Hokkaido. Voor zijn werk werd hij in 2002 bekroond door de Fotografische Bond van Japan.

## Zuidoost- en Centraal-Azië
Hij fotografeerde intensief in Zuidoost- en Centraal-Azië, waaronder de bergen Karakoram en andere delen van de Himalaya en de Hindoekoesj. In 1959 beklom hij de Saragarhi.
Als etnograaf en antropoloog is hij vooral bekend om zijn onderzoeken en verslagleggingen van twee reizen naar Tibet met de tibetoloog Giuseppe Tucci, in 1937 en 1948. Hierover schreef hij het boek Segreto Tibet.

## Overig
Maraini werd van 1959 tot 1964 fellow van het St. Antony's College van de Universiteit van Oxford. Van 1972 tot 1983 werd hij lector Japans en Japanse literatuur aan de Universiteit van Florence. In 1972 werd hij oprichtend voorzitter van de Italiaans Genootschap voor Japanse Studies.
Maraini werd verder bekend van fotografische werken in de zuidelijke regio's van zijn geboorteland Italië.
Meerdere van zijn werken werden vertaald.